# Claude Lorius

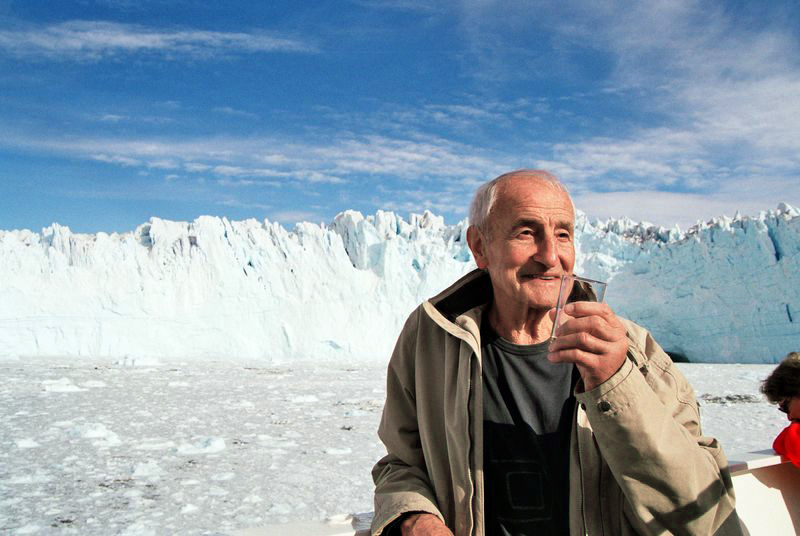
Claude Lorius in der Antarktis (2008)

Claude Lorius (* 25. Februar 1932 in Besançon; † 21. März 2023) war ein französischer Glaziologe.

## Leben
Von 1983 bis 1988 war Claude Lorius Direktor des Laboratoire de glaciologie et geophysique de l'environnement (Labor für Glaziologie und Umwelt-Geophysik) im französischen Grenoble, zuletzt war er emeritierter Forschungsdirektor des französischen Centre national de la recherche scientifique (CNRS, Nationales Zentrum für wissenschaftliche Forschung).
Er war Teilnehmer von mehr als 22 Polarexpeditionen, meist in die Antarktis und wirkte beim Aufbau vieler internationaler Forschungskooperationen mit, vor allem dem Eisbohrprogramm bei der Station Wostok. In Summe hielt er sich ab 1957 6 Jahre seines Lebens in Antarktika auf.
1957 begann er seine Forschungen in der winzigen französischen Station Charcot mitten im antarktischen Inlandseis in 2400 m Höhe. Nach mehreren weiteren Projekten im Sommer leitete er 1965 das Winterlager in der Küstenbasisstation bei Terre Adélie und begann Erfahrung mit Eisbohrkernen zu sammeln. Dabei fielen ihm ins Eis eingeschlossene Luftbläschen auf. Er berichtete: „Als ich beobachtete, wie sie zerplatzten, als ein Eisstück in einem Glas Whisky zerschmolz, hatte ich plötzlich die Eingebung, dass diese Luftbläschen einzigartige und zuverlässige Zeugnisse für die Zusammensetzung der Luft darstellen. In den darauffolgenden Jahren haben wir das bewiesen.“
Dieser Forschungsansatz führte zu vielen grundlegenden Arbeiten Lorius und gewaltigen nationalen und internationalen Forschungsprogrammen, um das Erdklima der letzten Jahrtausende durch Untersuchung von Eisbohrkernen zurückzuverfolgen.
Reichte das erste internationale Greenland Ice Core Project (GRIP) 1989 mit einem Bohrkern von insgesamt 3027 m Länge und das amerikanische Projekt Greenland Ice Sheet Project (GISP) II mit einem Bohrkern von 3053 m (davon 1,55 m Felsuntergrund) nur etwa 105.000 Jahre zurück, so reichten beim Dome Fuji im Jahr 2003 die Schichten des Eisbohrkerns 350.000 Jahre zurück, nachdem 1999 das von Lorius aufgebaute Programm der Bohrung bei Wostok mit 400.000 Jahren einen Rekord aufgestellt hatte.
Die 1995 auf den Weg gebrachte und 2004 vollendete Bohrstelle der Station Dome Concordia (Dome C) des europäischen Projektes EPICA verschaffte der Wissenschaft sogar 900.000 Jahre altes Eis.
Ab 1989 war er ordentliches Mitglied der Academia Europaea. 1994 wurde er als auswärtiges Mitglied in die Russische Akademie der Wissenschaften aufgenommen.

## Auszeichnungen, Ehrungen
- 1964: Benennung des Mount Lorius in der Antarktis
- 1989: Humboldt Prize; Belgica Medal
- 1994: Italgas Prize
- 1996: Tyler Prize for Environmental Achievement
- 1998: Offizier der Légion d’honneur
- 2001: Balzan-Preis für Klimatologie[6]
- 2002: Médaille d’or du CNRS
- 2006: Vladimir Ivanovich Vernadsky Medal der European Geosciences Union[7]
- 2017: Bower Award and Prize for Achievement in Science
- 2023: Benennung eines Asteroiden nach ihm: (35621) Lorius

## Rezeption
- 2015: Film Zwischen Himmel und Eis von Luc Jacquet[8]